# 小行星3113
小行星3113（3113 Chizhevskij）是一颗绕太阳运转的小行星，为主小行星带小行星。该小行星于1978年9月1日发现。
該小行星以蘇聯生物學家亞歷山大·奇茲維斯基命名。

## 轨道参数
小行星3113的轨道半长轴为2.4271479 UA，离心率为0.076。